# Wieland Schmidt
Wieland Schmidt (Magdeburg-Ottersleben, 23 de dezembro de 1953) é um ex-handebolista alemão oriental, foi campeão olímpico.
Wieland Schmidt fez parte do elenco campeão olímpico de 1980, ele jogou seis partidas como goleiro. Também atuou em seis partidas em 1988.

## Títulos
- Jogos Olímpicos:
  - Ouro: 1980